# 정보권
정보권(1992년 ~)은 대한민국의 국악인이다.

## 학력
- 중앙대학교 전통예술학부 졸업

## 공연
- 적벽 (2018) - 조자룡 역
- 패왕별희 (2019) - 항우 역

## 수상
- 제18회 박동진 판소리 명창·명고대회 판소리 일반부 장원 (2017)